# Oravecz Péter
Oravecz Péter (Budapest, 1977. február 4. –) magyar költő, zenész, szerkesztő, műfordító.

## Életpályája
Zuglóban született. Az ELTE Trefort Ágoston Gyakorlóiskola elvégzése után (1995) az Eötvös Loránd Tudományegyetem Bölcsészettudományi Kar magyar szakán végzett és diplomázott irodalomtörténészként (2004). Érettségi és egyetemi felvételi között két szakmát szerzett, egy könyv- és zeneműkereskedőit (Gutenberg Könyvesiskola, 1996) ill. egy kézi könyvkötőit (Esély Alapítvány Kézműves Iskola, 1998).
Tanulmányai mellett folyamatosan dolgozott: segédkönyvtárosként (ELTE BTK Angol–Amerikai Intézet, 1996-1997), szerkesztő-korrektorként (Jelenlét folyóirat, 1997-1998), segédápolóként (Fővárosi Növény- és Állatkert, 1999-2000) és szerkesztő-műsorvezetőként (Magyar Rádió, 2002-2004).
Eredetileg képzőművésznek és biológusnak készült, de a 90-es évek végére az irodalom és a zene kerültek előtérbe életében. Kortárs irodalmi kötetek borítóin és belívein elvétve találkozhatunk grafikáival, illusztrációival. 2019 óta rendszeresen alkot pasztellel. Alkalmi jelleggel gyakran vállal szerkesztői és tördelői munkákat.

## Művészi tevékenysége

### Zene
Oravecz Péter alapvetően autodidakta muzsikus-zeneszerző, de ahogy ő szokta mondani: minden szembejövő gitárostól tanult valamit. 2000-ben kezdett flamenco-val foglalkozni, hazai valamint andalúz táncművészekkel és énekesekkel is rendszeresen lép föl kis kluboktól kezdve telt házas színházi produkciókig (Eva Piñero Mesa, Jorge Díez Aragón, Vámos Veronika, Bajnay Beáta, Molnár Beatrix, Lippai Andrea, Pirók Zsófia, Barna Rita, Inhof Katalin).
2004-ben a Verde del Mar formációval Magyarországot képviselte a VII. Pozsonyi Nemzetközi Flamenco Fesztiválon,
2014-ben a Szegedi Nemzetközi Gitárfesztivál díjátadó ünnepségét követő gálaest meghívott fellépője volt.
Állandó tagja a Sobre Fuego flamenco formáció-nak, a FlamenCorazónArte táncszínháznak, valamint élő gitárzenével kíséri 
a Békéscsabai Jókai Színház sikerdarabját, a Bernarda Alba házát (szerző: Federico García Lorca; rendező: Béres László; koreográfus: Bajnay Beáta).
Kísérletező típus, folyamatosan továbbképzi magát a legkülönfélébb műfajokban (klasszikus, kortárs, jazz, ill. európán kívüli zenei koncepciók). Zenekarai: Manoya (Hodosi Enikő szólóprojektje), Altamar (kortárs világzene; tagok: Kovács Zoltán – bőgő, Franczia Dániel – ütőhangszerek, Kamarás Frigyes - fúvós hangszerek, O. P. – gitár).

### Szellemtudomány
2004-ben akkora hatást tesz rá Rudolf Steiner A szabadság filozófiája c. műve, hogy belekezd a szellemi tanító életművének feldolgozásába, mely folyamat máig is tart. 2015 óta publikál rendszeresen antropozófiai témájú cikkeket a Szabad Gondolat folyóiratban, melynek 2016 és 2019 között felelős szerkesztője volt. A Kispesti Waldorf Iskolában és a nemesvámosi Fehérlófia Waldorf Iskolában rendszeresen tart zenés foglalkozásokat 9-18 éves diákoknak. A Szabad Waldorf Gimnáziumban irodalmat tanít.

## Verseskötetei
- Mindenség-kalitka (Stádium, 1995)
- Sehova tanúja (Tevan, 1998)
- Majd Papitiben (Kortárs, 2000)
- Tökéletes délután (Parnasszus, 2013)
- Tigrisfogat; L'Harmattan, Bp., 2015 (Gyémánttengely-sorozat)

## Irodalmi díjak
- Gérecz Attila-díj (1995, 2018-ban visszaadta)
- Tokaji Írótábor díja (2000)
- Móricz Zsigmond-ösztöndíj (2001)
- Janus Pannonius fordítói emlékérem (2013)
- Nemzeti Kulturális Alap alkotói ösztöndíja (2014)